# Christian Coste

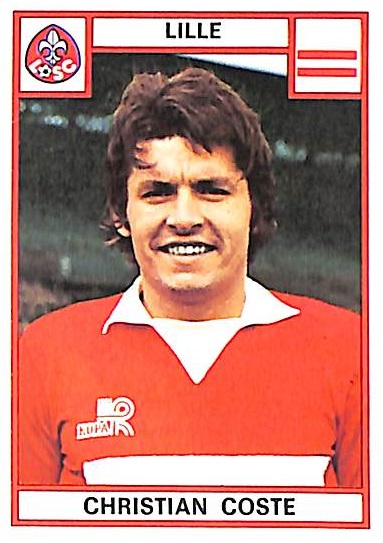
Saison 1975 1976 LOSC

Pour les articles homonymes, voir Coste.
Christian Coste est un footballeur puis entraîneur français, né le 23 février 1949 à Saint-Christol dans le département de l'Hérault.

## Biographie

### Carrière de joueur
Dans sa jeunesse, Christian Coste joue au Gallia Club Lunel. Il y fait la rencontre de Georges Peyroche. En décembre 1973, celui-ci insiste pour que Christian Coste soit engagé par les dirigeants du Lille OSC dont il est l'entraîneur et qui évolue en Division 2,. Coste signe son premier contrat professionnel à 25 ans et il explique être « arrivé sur le tard au haut niveau » puisqu'il fallait passer « par les filières classiques de l’amateurisme pour gravir les échelons ».
À la fin de la saison 1973-1974, l'équipe remporte le titre de champion et est promue en Division 1. Christian Coste est considéré comme « le principal acteur [du titre] avec 24 buts dès sa première année ». Il subit « une grosse concurrence avec Raoul Noguès et les autres Sud-américains [de l'équipe] ». L’année suivante, Coste marque 16 buts. Il est sélectionné en équipe de France grâce à ses performances au LOSC. Surnommé « Cow-Boy », il marque un but dès sa première sélection contre la Pologne.
Coste reste dans l'équipe lilloise qui se maintient en Division 1 pendant deux saisons. En janvier 1977, il est victime d'une blessure au genou qui l'écarte des terrains. Le LOSC finit par être relégué en Division 2 à la fin de la saison 1976-1977. Coste quitte le club mais estime que la période lilloise a été « la période la plus agréable [de sa carrière] au niveau sportif ».
En 2022, le magazine So Foot le classe dans le top 1000 des meilleurs joueurs du championnat de France, à la 609ème place.

### Carrière d'entraîneur et de consultant
En 1976 il obtient le BEES 2e degré spécifique football. En 1984, il devient entraîneur de l'équipe réserve du Paris Saint-Germain où il rejoint Georges Peyroche qui est entraîneur principal. Le 4 avril 1985, Peyroche, alors hospitalisé pour une blessure à la cheville, est limogé par le président du club Francis Borelli. Coste le remplace jusqu'à la fin de la saison alors que les dirigeants cherchent un entraîneur pour la saison suivante. C'est une période d'instabilité pour le PSG qui atteint malgré tout la finale de la coupe de France en 1985 sous les ordres de Coste. L'effectif est notamment mené par le célèbre Luis Fernandez dont Coste peine à maîtriser le comportement « extraverti » sur le terrain. Gérard Houiller est choisi et Coste devient son adjoint jusqu'en 1987.
De 1996 à 1998, Coste est conseiller technique départemental du District de Seine-et-Marne. De 1998 à 2000, il travaille au Centre national de formation féminine de Clairefontaine et entraîne l'équipe de France féminine U16.
En 2000, il fait la rencontre du Ministre des sports du Gabon. Coste candidate et est choisi comme Directeur technique national du Gabon, au titre de la coopération avec la France. Il signe un contrat de deux ans renouvelable une seule fois et est notamment « responsable des formations d'entraîneur dans tout le pays, que ce soit dans les équipes de jeunes, les amateurs ou les pros », chargé de mettre en place un centre de formation pour les jeunes âgés entre 12 et 14 ans et superviseur toutes les équipes nationales. À ce titre il est notamment l'entraîneur de l'équipe féminine pendant le Championnat d'Afrique féminin 2002.
En 2007-2008, il est consultant pour la chaîne de télévision Canal + où il commente les matches italiens.
En mai 2021, il se voit décerner le BEPF, par équivalence.

## Palmarès

### Joueur
- Champion de France de division 2 en 1974 avec Lille OSC
- Vainqueur de la Coupe des Alpes 1977 avec le Stade de Reims
- Deuxième du groupe A de division 2 en 1982 avec le CS Thonon

### Entraîneur
- Finaliste de la Coupe de France en 1985 avec le PSG.